# Attaque à la bombe à fragmentation à Elistanji
L'attaque à la bombe à fragmentation d'Elistanji s'est produite le 7 octobre 1999 en Tchétchénie, lorsque deux chasseurs-bombardiers russes Sukhoi Su-24 ont largué plusieurs bombes à fragmentation sur le village de montagne apparemment non défendu d'Elistanji (en).
Le bombardement a tué au moins 34 personnes (48 selon certains rapports) et blessé entre 20 et plus de 100 personnes dans le village, pour la plupart des femmes et des enfants ; au moins neuf enfants auraient été tués lorsqu'une bombe a touché l'école locale. Des témoins et des victimes ont déclaré qu'il n'y avait aucun objectif militaire dans le village avant ou au moment de l'attaque. Des représentants de l'association russe de défense des droits humains Memorial se sont rendus à Elistanji peu après l'attaque et n'ont trouvé aucune preuve d'une présence militaire séparatiste tchétchène dans le village.